# فيزياء نووية
تعد الفيزياء النووية جزءًا من الفيزياء يهتم بدراسة نواة الذرة من حيث خواص الجسيمات الأولية في النواة التي تحوي بروتونات ونيوترونات، ترتبط وتتفاعل فيما بينها عند امتصاص جسيمات أولية أخرى من الخارج، بالإضافة إلى تفسير وتصنيف خصائص النواة. وتسمى النواة الذرية أحيانا نوكليد.
ومعظم التطبيقات المعروفة للفيزياء النووية هي الطاقة النووية والأسلحة النووية، ولكن الأبحاث فتحت المجال أوسع للتطبيقات المختلفة، فمنها في المجال الطبي الطب النووي، والتصوير بالرنين المغناطيسي، وفي مجال علم المواد وعلم الآثار (تحديد العمر باستخدام الكربون المشع).
وقد تطور مجال فيزياء الجسيمات من الفيزياء النووية، ولهذا السبب أدرجت أحيانا تحت نفس المصطلح في أوقات سابقة.
- تلعب ثلاثة قوى من القوى الرئيسية الأربعة في الطبيعة دوراً أساسياً في النواة، هذه القوى هي: تآثر قوي وقوة نووية ضعيفة وتآثر كهرومغناطيسي. فالنواة تبقى متماسكة بفضل القوة النووية الشديدة والتي تتم بتبادل جلونات رغم وجود التنافر الكهربي بين الشحنات الموجبة في البروتونات المتواجدة في النواة وفقاً لقانون كولوم.

## التاريخ

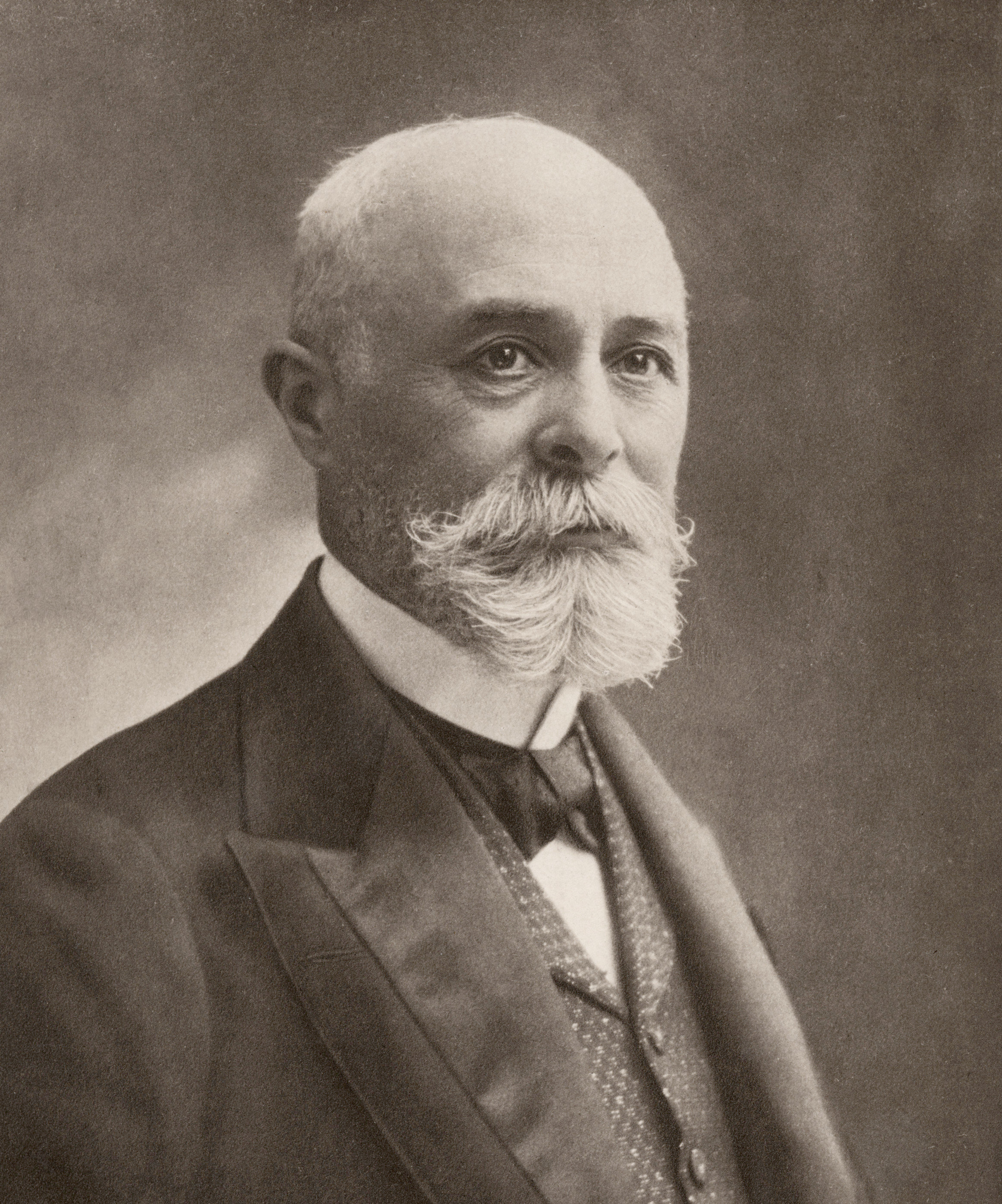
هنري بيكريل

يعود تاريخ الفيزياء النووية كفرع منفصل عن الفيزياء الذرية بعد اكتشاف النشاط الإشعاعي على يد هنري بيكريل عام 1896، خلال استقصائه لفسفورية أملاح اليورانيوم. أعطى اكتشاف الإلكترون على يد طومسون أول مؤشر على أن للذرة هيكلا داخليا. ففي مطلع القرن 20 كان النموذج المقبول للذرة من طومسون الذي كانت عنده الذرة عبارة عن كرة من الشحنات الموجبة مغروس بداخلها إلكترونات سالبة. وفي مطلع القرن العشرين اكتشف الفيزيائيون أيضا ثلاثة أنواع من الإشعاعات تصدر من بعض نظائر الذرات، وهي: أشعة ألفا وأشعة بيتا، وأشعة غاما. في الأعوام 1911 - 1914 أجريت عدة تجارب من قبل ليز مايتنر، وأوتو هان، وجيمس تشادويك فمن خلالها تم اكتشاف أن أشعة بيتا عبارة عن إلكترونات وترافقها أشعة إكس. ولكن مجموع طاقة الإلكترون والأشعة السينية لم تعادل الطاقة المفقودة من النواة الذرية عن طريق تحلل بيتا. وكانت هذه مشكلة بالنسبة للفيزياء النووية في ذلك الوقت. ثم تبيّن فيما بعد وجود جسيم أولي آخر غير مرئي وهو نيوترينو يقوم بحمل تلك الطاقة الناقصة.
صاغ ألبرت أينشتاين عام 1905 قانون تكافؤ المادة والطاقة عند صياغته للنسبية الخاصة، وتبين بعد ذلك أن الاتحاد بين مكونات النواة من بروتونات ونيوترونات يعمل على تخفيض كتلة النواة بسبب الترابط بينهم، ويسمى ذلك الفقد في الطاقة نقص الكتلة، وتخرج تلك الطاقة «الناقصة» من النواة في هيئة إشعاع من أشعة غاما.

### فريق رذرفورد يكتشف النواة
صوب إرنست رذرفورد عام 1907 فيضاً من أشعة ألفا وهي أنوية هيليوم يصدرها عنصر الراديوم صوبها على شريحة رقيقة من الذهب وقام بقياس جسيمات ألفا خلفها، فتبين أن جسيمات ألفا تنفذ بسهولة في الشريحة، كما تتشتت بعضها بزوايا بعيدة عن امتداد الفيض الساقط. وكان ذلك غريبا في ذلك الوقت. ثم قام رذرفورد بتفسير تلك الظاهرة بأن ذرة الذهب لا بد أن يكون فراغا كبيرا في داخلها وأن كتلة الذرة تتركز في النواة وتدور حولها الإلكترونات على مسافات بعيدة وهذا يسمى بالغلاف الإلكتروني للذرة. وشرح رذرفورد نتائج تجربته أمام الجمعية الملكية للعلوم وما توصل إليه من تفسير بأن الكتلة الذرية تتركز في النواة وأن الذرات يشغلها فضاء كبير وتدور الإلكترونات حولها بعيدا عن النواة. ذلك التفسير نعرفه بنموذج رذرفورد للذرة ولم يكن النيوترون قد اكتشف في ذلك الوقت.

### جيمس تشادويك يكتشف النيوترون
أدرك جيمس تشادويك عام 1932 أن الإشعاعات التي لوحظت من قبل فالتر بوته، وهيربرت بيكر، وإيرين وفردريك جوليو-كوري كانت في الواقع نتيجة لجسيمات متعادلة كهربيا وأن لها نفس كتلة البروتون، وأطلق على الجسيم الأولي الجديد «نيوترون» (بناء على اقتراح رذرفورد حول الحاجة لمثل هذا الجسيم). في نفس العام اقترح ديمتري ايفاننكو أن النيوترونات في الواقع لها عزم مغزلي قدره 1/2 وأن النواة تحوي نيوترونات إلى جانب البروتونات لتعليل الكتلة الذرية. ساهم ذلك في حل مشكلة محصلة العزم المغزلي للنيتروجين والذي يتسم بمحصلة عزم مغزلي قدرها 1.
مع اكتشاف النيوترون، تمكن العلماء من حساب نسبة ضئيلة من نقص الكتلة لكل نواة، مقارنة بالكتلة الذرية والتي تتألف من بروتونات ونيوترونات شديدة الترابط. وتم حساب الكتل الذرية على هذا النحو. وعندما أجريت تفاعلات نووية مع جسيمات، وجدت أنها تتفق مع حسابات أينشتاين بالنسبة إلى تكافؤ الكتلة والطاقة وتطابقها بدقة عالية (في حدود 1 %). كان ذلك في عام 1934.

### افتراضيوكاوا هيديكيفيالميزونلربط النويات
في عام 1935 افترض يوكاوا أول نظرية هامة للتآثر القوي لشرح كيفية تماسك النواة. في جهد يوكاوا اقترح جسيم نظريا - سمي في وقت لاحق الميزون - بأه جهد يجمع مكونات الأنوية الذرية من بروتونات ونيوترونات. هذا الجهد الجاذب يفسر عدم تتفكك النواة تحت تأثير تنافر البروتونات الموجبة الشحنة. كما أعطى تفسيرا للتآثر القوي في النواة والذي يعمل على تجاذب قوي بين مكونات النواة. في وقت لاحق، اكتشف البيميزون وتبين أنه يحمل خصائص جسيم يوكاوا المفترض من قبل.
و بفضل مجهودات يوكاوا هيديكي أصبح النموذج العام للنواة الذرية كاملا. فمركز الذرة يحتوي على نواة من النيوترونات والبروتونات، وهي تتماسك عن طريق القوة النووية قصيرة المدى وقوية جدا. وأن الأنوية الغير المستقرة تقوم بخفض طاقتها عن طريق تحلل ألفا حيث ينبعث منها نواة الهيليوم، أو عن طريق اضمحلال بيتا، وهي تصدر إلكترون (أو بوزيترون). وفي بعض الأحيان تكون النواة المشعة في حالة إثارة وتصل إلى حالة قاعية من الطاقة عن طريق إصدار فوتونا في هيئة أشعة غاما خلال عملية إشعاعية تسمى إشعاع غاما.
إن دراسة القوى النووية القوية والقوة النووية الضعيفة وهذه الأخيرة قام بتفسيرها إنريكو فيرمي عن طريق تفاعل فيرمي في عام 1934، دفع دراسة فيزياء الجسيمات دفعة قوية إلى الأمام، ولا يزال النموذج العياري للجسيمات الأولية محط الاهتمام على طريق توحيد القوى القوية والضعيفة والكهرومغناطيسية.

## الفيزياء النووية الحديثة
وتحوي أنوية العناصر الثقيلة (ذات كتلة ذرية أكبر من 200) مئات من النوكليونات، مما يتيح الفرصة لأن تعامل بالميكانيكا الكلاسيكية، بدلا من ميكانيكا الكم، مثال على ذلك نموذج القطرة للنواة. وتعتبر النواة لديها طاقة ناتجة جزئيا من التوتر السطحي وجزئيا من التنافر الكهربي للبروتونات. ويسهل نموذج القطرة تمثيل العديد من المواصفات والخواص النووية، بما في ذلك طاقة الارتباط واعتماده على الكتلة الذرية، فضلا عن ظاهرة الانشطار النووي.
ومع ذلك فتستخدم ميكانيكا الكم في وصف البناء النووي وتمثيلها بنموذج الغلاف النووي، الذي صاغه من قبل ماريا ماير للنوكليونات بالنسبة إلى تفسير الأعداد السحرية للبروتونات والنيوترونات (الأعداد السحرية هي: 2، 8، 20، 50، 82، 126...) وافتراضه بأنها مستقرة، لأن أغلفتها تكون ممتلئة وكاملة.
كما تقترح نماذج أخرى أكثر تعقيدا بالنسبة للنواة، مثل: (نموذج بوزون التفاعل)، الذي يتفاعل فيه زوجا من النيوترونات والبروتونات كما لو كانت بوزونات، على نحو زوج كوبر بالنسبة للإلكترونات في ظاهرة التوصيل الفائق.
الكثير من البحوث الجارية في مجال الفيزياء النووية لدراسة النواة تحت الظروف القصوى مثل الدوران وطاقة الإثارة. ويقوم المختبرون أحيانا بتسريع أنوية ذرية وتوجيهها على أنوية ذرات أخرى ينتج عنها التحام وتكوين أنوية ثقيلة يمكن دراسة خواصها، وكذلك دراسة فعل التصادمات بينها، وذلك باستخدام (معجل الأيونات).
يمكن استخدام أشعة الأيونات في الطاقات العالية لتخليق أنوية في درجات حرارة مرتفعة، وتتجه الدراسات الحديثة في هذا المجال إلى محاولة فهم تفاعلات البلازما في الفيزياء وبلازما كوارك-جلوون، وهي جسيمات أولية أصغر من البروتون ويتكون منها البروتون والنيوترون والتحقق من نظرية النموذج العياري.

## المواضيع الحديثة في الفيزياء النووية
التغييرات التلقائية من نوية إلى أخرى:

### الاضمحلال النووي
هناك 80 عنصر لديهم على الأقل نظير واحد مستقر (تعرف بأنها نظائر غير مشعة). وهناك إجمالا نحو 256 مثل هذه النظائر المستقرة. ومع ذلك، فهناك آلاف من النظائر المشعة (أي غير مستقرة). وتتحلل النظائر المشعة للوصول إلى حالة الاستقرار عن طريق إصدار أشعة ألفا أو أشعة بيتا أو أشعة غاما، وتتصف كل عملية تحلل لها بما يسمى عمر النصف وهذا قد يبلغ كسور من الثانية إلى أسابيع، وسنة، أو عدة بلايين من السنوات.
على سبيل المثال، إذا كان لنواة عدد قليل جدا أو عدد كبير جدا من النيوترونات (متطرف عن المتوسط) فإنها تكون عادة غير مستقرة، وتتحلل. ففي عملية تسمى إضمحلال بيتا التي يتحلل بواسطتها النيتروجين-16 (وتتكون نواته من 7 بروتونات و9 نيوترونات) ويتحول إلى ذرة الأوكسجين-16 (ومكونات نواته 8 بروتونات و 8 نيوترونات) في غضون ثوان قليلة من نشأة النيتروجين-16 أثناء تفاعل مثلا. في هذا النوع من التحلل أو الاضمحلال يتحول أحد النيوترونات في نواة النتروجين-16 تلقائيا إلى بروتون وإلكترون مع إصدار ما يسمى نقيض النيوترينو بواسطة القوة النووية الضعيفة، ويحدث ذلك التحلل بواسطة القوة النووية الضعيفة. فيتحول العنصر لعنصر آخر في العملية. وبينما كان لديه قبل التحلل 7 بروتونات (نيتروجين) لديها الآن 8 ويصبح أوكسجين.
وفي تحلل ألفا يتحلل عنصر مشع عن طريق إصدار نواة الهليوم-4 (وهي تتكون من 2 بروتون و 2 نيوترون)، وهي من أكثر العناصر استقرارا على الإطلاق. وعندما يطلق العنصر جسيم ألفا فإنه يتحول إلى عنصر آخر تحوي نواته 2 من البروتونات و2 من النيوترونات أقل. في كثير من الحالات تستمر عملية التحلل خلال عدة خطوات من هذا النوع أو بنوع آخر من التحلل (مثل تحلل بيتا) حتى يتم تشكيل عنصرا مستقرا.
في تحلل غاما فلا يتغير نوع العنصر، فالنواة تحتفظ بنفس الأعداد الأصلية من بروتونات ونيوترونات، وكل ما في الأمر أنها تهبط من حالة إثارة إلى حالة أقل إثارة عن طريق إصدار فوتون من أشعة غاما، وتستمر عملية الهبوط من حالة إثارة إلى أخرى مع إصدار فوتون من أشعة غاما في كل مرة حتى تصل إلى الحالة القاعية وتصبح مستقرة. والعنصر لا يتغير في هذه العملية إلا أنه يفقد الطاقة الزائدة.
وهناك التحلل الداخلي، حيث تمتص النواة واحدا من الإلكترونات المدارية الداخلية في الذرة ويتحول أحد البروتونات في النواة إلى نيوترون، وبذلك تتغير الذرة إلى عنصر آخر حيث يقص عدد البروتونات بمقدار 1 ويزداد عدد النيوترونات بمقدار 1 وبهذا لا تتغير الكتلة الذرية ولكن يتغير العدد الذري (عدد البروتونات)، ويصاحب تلك العملية التي تسمى«اصتياد K» إصدار الطاقة الزائدة في هيئة فوتون من أشعة إكس.

### الاندماج النووي
عندما تتلامس كتلتين صغيرتين مع بعضهما البعض فإنه من الممكن أن يندمجا معا بفعل القوة القوية. وإنه يأخذ قدرا كبيرا من الطاقة لدفع نويات قريبة فيما بينها بما فيه الكفاية من أجل القوة النووية أو القوية ليكون لها تأثير، ولذا فإن عملية الاندماج النووي لا يمكن أن تتم إلا في درجات حرارة عالية جدا أو كثافة عالية جدا. فعندما تكون النويات قريبة فيما بينها بما فيه الكفاية فإنها تتغلب بالقوة القوية على التنافر الكهرومغناطيسي وتسحقهم إلى نواة جديدة. وتلتحم كمية كبيرة جدا من الطاقة مع بعضها عندما يتم تحرير ضوء نوية لأن الطاقة ملزمة الزيادات لكل نيوكلون مع العدد الكتلي حتى النيكل. والنجوم مثل الشمس مدعومة الانصهار بأربعة بروتونات من نواة الهيليوم، وهما اثنين من البروتونات، واثنين من النيوترونات. والاندماج غير المنضبط للهيدروجين مع الهيليوم يعرف ب«الهروب الحراري» هناك أبحاث لإيجاد طريقة مجدية اقتصاديا لاستخدام الطاقة من هذا الاندماج جارى التعرض لها حاليا من قبل المؤسسات البحثية المختلفة.

### الانشطار النووي
طبقا لمنحنى طاقة الارتباط تتناقص طاقة الارتباط لكل نوكليون للعناصر الأثقل من النيكل مع زيادة الكتلة الذرية. ولذلك فمن الممكن، وهذا يحدث لليورانيوم-235 حيث تنشطر النواة إلى نصفين عند امتصاصها لنيوترون من الخارج. ويعرف هذا التفاعل ب انشطار نووي.
في عملية تحلل ألفا يمكن اعتبارها نوع خاص من الانشطار النووي التلقائى حيث أن جسيم ألفا الصادر عن التحلل ما هو إلا نواة الهيليوم-4.
تصدر بعض الأنوية مثل اليورانيوم-235 عند الانشطار عدد من النيوترونات بين 2 و 3 نيوترونات. ويمكن لتلك النيوترونات الصادرة أن تـُتمتص من أنوية أخرى من اليورانيوم-235 فتنشطر هي الأخرى إلى قسمين بالإضافة إلى أنطلاق من 2 إلى 3 من النيوترونات. وقد يستمر هذا التفاعل الانشطاري بتزايد سريع فيما يسمى تفاعل تسلسلي، وتنطلق منه خلال ثانية واحدة أو أقل طاقة هائلة فظيعة، تلك هي فكرة القنبلة الذرية. وقد استخدمت قنابل الانشطار النووي مثل التي استخدمتها الولايات المتحدة في قنبلةهيروشيما ونجازاكي في نهاية الحرب العالمية الثانية وكان لهما أثر فظيع على البشر والمنشآت. وترويض تلك الطاقة عن طريق ضبط سير التفاعل المتسلسل هو مصدر الطاقة لمحطات الطاقة النووية.
هناك مثال معروف لمفاعل انشطار نووي طبيعي موجود في منطقتين من أوكلو - الجابون - أفريقيا - كان نشيطا منذ أكثر من 1.5 مليار سنة مضت.
تعزى نحو 70 % من حرارة الأرض الباطنية - وهي تصل من 1500 إلى 5000 درجة مئوية بين عمق 100 كيلومتر و6000 كيلومتر - تعزى إلى تحلل العناصر المشعة الموجودة في غلاف الأرض.

### إنتاج العناصر الثقيلة
وفقا لنظرية الانفجار العظيم عندما برد الكون أنه تجسمت الجسيمات الأولية من بروتونات ونيوترونات وإلكترونات، وعندما برد الكون أكثر أصبحت درجة حرارته ملائمة لأن يمتص كل بروتون إلكترونا لتتكون ذرة الهيدروجين ونسبته نحو 76% من المادة. كما تتفق حسابات نظرية الانفجار العظيم بالنسبة إلى تكون العناصر الخفيفة الأخرى من الهيليوم وهو بنسبة 23% والثوريوم بنسبة نحو 1%.
ومع وجود الجاذبية بدأت تلك السحب العظيمة الأحجام بالتكاثف في بعض المناطق في الكون، فنشأت عنها تجمعات من المجرات والنجوم الضخمة ونجوم أخرى صغيرة. وتدل المشاهدة والرصد الفلكي أن تكون النجوم بدأ بعد الانفجار العظيم بنحو 600 مليون سنة، في وقت أصبحت درجة الحرارة فيه منخفضة بحيث تسمح بنشأة النجوم والمجرات. وفي النجوم بدأ التفاعل النووي المبني على الاندماج النووي للهيدروجين، وبدأ الهيدروجين يتحول إلى الهيليوم، (وهذا هو ما يحدث حاليا في قلب الشمس حيث يتحول الهيدروجين إلى الهيليوم وتنطلق طاقة التفاعل لإمداد الأرض بالحرارة اللازمة للحياة). وبحسب كتلة النجم تجري فيه عمليات الاندماج النووي المختلفة مكونة عناصر أثقل من الهيليوم مثل الكربون والأكسجين والنيتروجين والسيليكون. وتسمى تلك المرحلة من عمر النجم مرحلة تخليق العناصر. وفي النجوم تنتهي تلك المرحلة بتخليق الحديد.
عندئد يتوقف التفاعل النووي في النجم فجأة بسبب عدم إمكانية الحديد الدخول في تفاعلات اندماجية لإنتاج الطاقة، وقبل ذلك يكون النجم قد استهلك كل ما لديه من الهيدروجين والهيليوم. فتتغلب قوى الجاذبية على قوة الحرارة والضغط الداخلي فيتوقف التفاعل الاندماجي وينهار النجم عل نفسه محدثا انفجارا شديدا ويصبح مستعر أعظم.
خلال انفجار النجم في صورة المستعر الأعظم تتكون العناصر الثقيلة (الأثقل من الحديد) عن طريق امتصاص النيوترونات التي تتناثر كثيرا خلال الانفجار. ويعتقد العلماء في وجود عمليتين لامتصاص النيوترونات: أحدهما امتصاص بطيء (slow) للنيوترونات وتسمى عملية s process والعملية الثانية سريعة (rapid neutron capture) وتسمى r  process . وتحدث عملية الامتصاص البطيئة للنيوترونات في أنواع النجوم بالغة الكبر s process (أكبر من الشمس 10 مرات وأكثر) وهي نجوم حرارية نباضة وتستغرق مئات السنين أو آلاف السنين لتكوين عناصر ثقيلة مثل البزموث (83 بروتون و 126 نيوترون) من عناصر أخف. أما الامتصاص النيوتروني السريع فهو يحدث عندما ينفجر النجم بعد استهلاكة لكل الهيدروجين والهيليوم، وبانفجار النجم تتهيأ الظروف المناسبة من درجة حرارة عالية، وفيض هائل من النيوترونات والعناصر الأخرى لتخليق العناصر الثقيلة.
تلك التطورات في عمر النجوم هي التي تؤدي إلى تعدد امتصاص النيوترونات مكونة أنوية غنية بالنيوترونات، والتي تتحلل بعد ذلك عن طريق اضمحلال بيتا وتكون عناصر ثقيلة. ويحدث ذلك بصفة خاصة عند نقاط تسمى «نقاط انتظار» والتي تؤدي بمرور الزمن إلى تكون أنوية أكثر استقرارا، لها أغلفة ممتلئة كاملة بالنيوترونات فيما يسمى (الأعداد السحرية). وتبلغ فترة العملية السريعة r process في العادة عدة ثوان.